# Hendes franske Forlovede
Hendes franske Forlovede (Originaltitel The Big Pond) er en amerikansk romantisk komedie fra 1930, instrueret af Hobart Henley og udgivet af Paramount Pictures.
Manuskriptet blev skrevet af Garrett Fort, Robert Presnell Sr. og Preston Sturges, baseret på skuespillet The Big Pond af George Middleton og A.E. Thomas. Filmen havde Maurice Chevalier og Claudette Colbert i hovedrollerne. Chevalier blev nomineret til en Oscar for bedste mandlige hovedrolle for sin rolle i filmen.

## Medvirkende
- Maurice Chevalier som Pierre Mirande
- Claudette Colbert som Barbara Billings
- George Barbier som Mr. Billings
- Marion Ballou som Mrs. Billings
- Andrée Corday som Toinette
- Frank Lyon som Ronnie
- Nat Pendleton som Pat O'Day
- Elaine Koch som Jennie

## Eksterne Henvisninger
- Hendes franske Forlovede på Internet Movie Database (engelsk)
- Hendes franske Forlovede i Svensk Filmdatabas (svensk)
- Hendes franske Forlovede på AlloCiné (fransk)
- Hendes franske Forlovede på MovieMeter (nederlandsk)
- Hendes franske Forlovede på AllMovie (engelsk)
- Hendes franske Forlovede hos American Film Institute (engelsk)
- Hendes franske Forlovede på Turner Classic Movies (engelsk)
- Hendes franske Forlovede på The Movie Database (engelsk)
- Hendes franske Forlovede på Rotten Tomatoes (engelsk)
- Hendes franske Forlovede på Filmaffinity (engelsk)